# Resistance 2
Resistance 2 è un videogioco di genere sparatutto in prima persona a tema fantascientifico sviluppato da Insomniac Games e pubblicato da Sony Computer Entertainment nel 2008, esclusivamente per PlayStation 3. Il gioco è il seguito di Resistance: Fall of Man (il titolo più venduto al lancio di PlayStation 3), il quale ha conquistato il pubblico con la sua particolare visione del passato. Il suo successore è Resistance 3.

## Trama
I chimera hanno invaso le coste dell'est e dell'ovest degli Stati Uniti e Nathan Hale, che fa parte di un gruppo chiamato sentinelle, cerca di lottare contro le chimere che si trovano nelle sedi degli Stati Uniti e di combattere il virus chimera che ha dentro il suo corpo.
Dopo aver distrutto la torre Chimera a Londra, Nathan Hale viene recuperato da dei soldati Black Ops su di un aereo VTOL, dove raggiunge la base SRPA (Special Research Projects Adminstration) "Igloo" in Islanda. Il VTOL è attaccato dalle forze Chimera e solo il maggiore Richard Blake e Hale riescono a sopravvivere. Cercando la via per fuggire i due incontrano Dedalus, un essere umano infettato dal virus Chimera che apparentemente controlla i Chimera, ma fugge prima che riescano a fermarlo. Hale e Blake trovano lo scienziato russo Fyodor Malikov che per quasi cinquant'anni ha lavorato sul virus Chimera, per poi lavorare con la SRPA, e riescono a fuggire in America. Hale viene introdotto nel programma "Sentinelle", composto da altri che come Hale sono stati esposti al virus Chimera, che ha quindi dato loro una forza sovrumana e capacità rigeneranti, ma sono costretti a continui iniezioni di inibitori per prevenire il sopravvento del virus. Per i seguenti due anni, Hale viene promosso al grado di tenente e assegnato alla squadra Echo, cui fanno parte anche il sergente Warner (comandante in seconda), lo specialista Hawthorne e il caporale Capelli.
Il 15 maggio 1953, i Chimera lanciano un'invasione su larga scala su entrambe le coste degli Stati Uniti. Hale, Malikov, e le altre Sentinelle fuggono dalla distruzione di San Francisco; riescono a salire a bordo di una nave da guerra Chimera e a distruggerla dall'interno, ma durante la fuga vengono abbattuti e si schiantano a Twin Falls, che è sede di alcune torri del Perimetro Difensivo Liberty. Dopo che Hale e altre Sentinelle riattivano alcune torri difensive che respingono la flotta Chimera, apprendono che Malikov è stato catturato e portato alla base SPRA "Genesis" situata nel Bryce Canyon, e la squadra di Hale viene mandata a recuperarlo. Tuttavia, Hale si rifiuta di farsi iniettare prima gli inibitori a dispetto della sua lunga mancanza dal trattamento. Hale riesce a ritrovare Malikov ma non dopo aver trovato anche Daedalus. Malikov spiega a Hale che Daedalus al tempo era il soldato Jordan Adam Sheperd, che insieme ad Hale, era parte del "Progetto Abraham", un programma di ricerca militare studiato per creare un ibrido umano-chimera in maniera simile ai "Selvaggi". Sheperd era parte di un test per creare un ibrido umano-angelo, ma che finì con la creazione di Daedalus che si rivoltò al suo creatore.
Dopo aver recuperato Malikov, Hale e la squadra Echo sono mandati a Chicago per disattivare una torre chimera che lentamente manda energia per ragioni sconosciute. Malikov riesce a disattivare una delle torri, ma scopre che la torre presente in Islanda è stata attivata, l'unico modo per spegnerla è viaggiare fino in Islanda. Le Sentinelle lanciano una grande invasione sull'Islanda controllata dai Chimera, ma scoprono che si tratta di una trappola, e perdono la gran parte delle loro truppe. Tuttavia, Hale e la squadra Echo riescono ad entrare nella torre, per scoprire che Daedalus li stava aspettando: Hawthorne e Warner vengono uccisi e Hale viene ferito pericolosamente allo stomaco da Daedalus.
Svenuto, Hale si sveglia solo sei settimane dopo; i Chimera hanno sfondato le difese americane e ucciso circa 80 milioni di persone, forzando gli ultimi sopravvissuti a ritirarsi nell'ultima roccaforte in America a Baton Rouge. Hale inoltre scopre che, a causa della mancanza di inibitori, il suo corpo ha lentamente ceduto al virus, lasciandogli poco più di tre ore prima della completa trasformazione; Capelli vorrebbe ucciderlo prima che questi sia a tutti gli effetti una minaccia, ma decide di seguirlo nonostante tutto. Hale decide di usare le sue ultime ore per lanciare un attacco alla nave madre della flotta Chimera attualmente in attesa sul Golfo del Messico attorno al cratere di Chicxulub. Hale e Capelli, aiutati dalle forze di Blake, riescono a far salire a bordo della nave un ordigno nucleare (che chiamano "il pacco"). La bomba, però, viene presa dalle forze Chimera e la squadra di Blake viene annientata. Hale prende allora una via solitaria per cercare Daedalus e, dopo averlo trovato, riesce a sconfiggerlo; ma dopo aver toccato il suo corpo, Hale viene investito da un raggio d'energia, che gli dona incredibili capacità psicocinetiche. Hale scappa insieme a Capelli dopo aver attivato la bomba; l'esplosione distrugge l'intera flotta Chimera. Dopo l'atterraggio, i due trovano il cielo diventato rosso, ed un enorme oggetto sferico al posto della nave madre; con Hale che commenta "Li senti? Ci stanno chiamando [i Chimera puri]. È meraviglioso!". Capelli estrae così la sua pistola M1911 e la punta alla testa di Hale, ma si rende conto che il compagno è diventato totalmente succube del virus Chimera quando lo stesso afferma: "Questo è soltanto l'inizio". A questo punto, Capelli risponde: "Signore, mi perdoni. È stato un onore." e lo uccide sparandogli alla testa.

## Modalità di gioco
- Classi: online si può scegliere tra diverse classi per un gameplay basato sul gioco di squadra - pesante, operazioni speciali, medici ecc.
- Nuovi nemici come il Chameleon.
- Geometria dei livelli parzialmente randomizzata.
- Tracking delle statistiche sul sito MyResistance.net
- Per l'online: I giocatori sono divisi in diverse lobby, ognuna per una sotto-squadra. A queste vengono assegnati particolari obiettivi: in poche parole c'è un campo di battaglia su vasta scala, con piccoli conflitti tra le varie squadre racchiusi in questo scenario.
- Ci sarà una community (sotto forma di portale) dedicata, con server per stats e matchmaking, pagine per profili che incorporeranno strumenti di vario tipo, e un clan/party system.
- Resistance 2 punta ad una risoluzione di 720p e ad una frequenza di aggiornamento di 30fps. Nel corso di un'intervista si è parlato anche dei tempi di caricamento del titolo: "Al momento non siamo in grado di affermare se sarà necessaria o meno un'installazione dei file di gioco su Hard Disk per favorire i tempi di caricamento.[2]
- Il gioco include 2 campagne negli USA, di cui una riservata al single player con protagonista Nathan Hale, l'altra che si focalizza invece sui gregari dedicata alla cooperativa per 2 giocatori offline oppure 8 online; per quanto riguarda il multiplayer competitivo on-line, punto di forza del capitolo precedente, esso sarà basato su un sistema di classi (simile a quanto visto su Battlefield: Bad Company) e sarà ospitato su server dedicati che consentiranno 60 giocatori a partita; non è possibile utilizzare veicoli

### Nemici
Ecco tutti i nuovi nemici presenti nel gioco:
- Saltatore: Piccolo chimera simile ad uno scorpione. Abile saltatore, attacca in piccoli gruppi ed è in grado di sputare acido.
- Madre Vortice: Secondo boss del gioco, lo si incontra sulla torre del cannone. Identico a un vortice, ma immensamente più grande, attacca sputando acido, rilasciando vortici e colpendo coi suoi artigli.
- Grim: Simile al Grigione, ma più piccolo e agile.
- Camaleonte: feroce chimera dotato di lunghe zanne, artigli micidiali e di un sistema di mimetizzazione che lo rende invisibile. Uccide con un sol colpo. Mortale su brevi distanze.
- Furia: Chimera acquatico simile ad un pesce con delle zampe al posto delle pinne. Impossibile da uccidere e letale in acqua.
- Kraken: Il primo boss del gioco. Si tratta di un colossale mostro acquatico tentacolato, dotato di una micidiale bocca dentata.
- Leviatano: Il terzo boss del gioco: è un gigantesco chimera potentissimo ed estremamente resistente, con la bocca come unico punto debole.
- Marauder: Quarto boss del gioco, è simile ad un T-rex senza le zampe anteriori. Oltre a sputare fuoco lancia delle sfere contenenti una tossina che, una volta a terra, si espandono sulle superfici e uccidono in pochi istanti.
- Sciame: Striscianti evoluti che incorporano parti metalliche. Si muove facendo a pezzi e divorando tutto ciò che incontra. Si trova nella base Genesis.
- Titano: Grande chimera simile a un Troll dotato di un devastante cannone a fuoco rapido.
- Drone sentinella: presi singolarmente sono praticamente innocui, in gruppo possono risultare letali. Si muovono molto rapidamente e si spostano continuamente. Viaggiano in gruppi composti da non meno di sei individui.
- Drone Hunter: Leggermente più grandi dei droni sentinella e leggermente più resistenti, ma con un consistente valore di attacco.
- Drone d'attacco: Il loro valore d'attacco è elevatissimo, sparano dei micro missili simili al colpo secondario del LAARK. Si muove molto come gli altri doni, ma meno velocemente. Se ne trovano anche versioni dotate di scudi.
- Torrette hellfire: Sono devastanti cannoni con sensori di movimento che sparano un raggio continuo di energia. Non possono essere distrutte, ma soltanto disattivate da dietro.
- Devastatore: questo chimera è robusto e resistente, per non parlare poi della sua forza. Lo si può trovare in due versioni: uno con scudo di forza con fucile a impulsi, l'altro con cannone hellfire (stesso raggio delle torrette hellfire, ma meno potente).
- Daedalus: capo degli agguerriti chimera, è l'ultimo boss da battere, ex soldato Jordan Adam Sheperd, facente parte al "Progetto Abraham", un programma di ricerca militare studiato per creare un ibrido Umano-Chimera. Sheperd era parte di un test per creare un Ibrido umano/Angelo, ma finì con la creazione di Daedalus. Prima di diventare Daedalus Sheperd era un buon amico di Nathan Hale e Malikov.

### Armi
Ecco tutte le armi presenti nel gioco:
- Carabina M5A2 Folsom: classico fucile d'assalto, molto preciso anche se poco potente. È dotato di un lanciagranate da 40 mm.
- Bullseye: fucile d'assalto chimera potente ma poco preciso. Può sparare, come fuoco secondario, un tracciatore in grado di guidare temporaneamente i colpi verso l'obiettivo colpito aumentando così l'efficacia dell'arma sulle medio-lunghe distanze; i tracciatori possono anche esplodere risultando utili per piazzare trappole
- HE .44 Magnum: pistola a tamburo potente e precisa. I suoi proiettili contengono una piccola carica esplosiva che può essere detonata a distanza come fuoco secondario.
- Rossmore 238: fucile a pompa molto potente sulle brevi distanze. Può far fuoco con entrambe le canne come fuoco secondario.
- L210 LAARK (Light Anti-Armor RocKet): lanciarazzi anti-corazza leggero che può rilasciare delle sub-munizioni a ricerca come fuoco secondario.
- Auger Mark II: fucile chimera che spara radiazioni concentrate in grado di attraversare la materia. È dotato di un visore capace di vedere il nemico attraverso i muri. Come fuoco secondario schiera uno scudo che respinge tutti i colpi.
- Bullseye Mark II: fucile chimera simile al Bullseye normale, ma più potente.
- L23 Fareye: fucile da cecchino potente, precisissimo e capace di uccidere la maggior parte dei nemici con un solo colpo in testa. È dotato di un neurostimolatore che accelera l'attività neurale dell'operatore come fuoco secondario e dà una sensazione di rallentamento del tempo.
- Marksman: fucile di precisione chimera dotato di mirino ottico. Potente e preciso, spara brevi raffiche da tre colpi efficaci sulla medio-lunga distanza. Può sparare delle sfere elettriche che danneggiano gradualmente il nemico.
- XR-13 Bellock semi-automatico: lanciagranate incendiario efficace contro la fanteria. Come fuoco secondario, spara un colpo al napalm che, esplodendo, dà fuoco a tutta l'area circostante.
- Squartatore V7: arma molto particolare, in quanto lancia piccole seghe circolari che possono rimbalzare sulle pareti. Come fuoco secondario si può far roteare la sega nell'arma per usarla corpo a corpo per poi spararle lame a una velocità maggiore.(utile contro i grimm)
- HVAP Wraith: classico minigun con un'incredibile cadenza e potenza di fuoco (1200 colpi/min). Come fuoco secondario può proiettare davanti a sé uno scudo simile a quello dell'Auger che si muove con il giocatore ma che può essere neutralizzato e disattivato.
- XR-42 Phoenix: arma che utilizza il bioplasma per sottrarre energia ai nemici e infonderla negli alleati sotto forma di salute, come fuoco secondario. È utilizzabile solo in multiplayer cooperativo.
- Cannone a impulsi MP-47: arma molto potente, simile a un bazooka, che spara un raggio di plasma e con la funzione secondaria spara una potentissima onda d'urto che fa a pezzi tutti i nemici nelle vicinanze.
- Granata a frammentazione: questa granata dal discreto potenziale esplosivo, scoppia dopo pochi secondi dal contatto al suolo.
- Granata Riccio: quest'arma, detonando, lancia grossi chiodi ad alta velocità. Molto efficace contro i nemici multipli, in quanto ha un buon raggio di esecuzione.
- Granata Aria-combustibile: granata incendiaria ritardabile che rilascia una nube di gas infiammabile. Molto efficace nei cunicoli e negli ambienti chiusi.
- Granata Spider: questa potentissima arma bio-chimica non fa altro che rilasciare saliva di Marauder. Una volta lanciata comincerà ad espandersi a ventaglio in tutte le direzioni, bruciando tutto ciò che incontra nella sua strada. Consigliata contro nemici grandi e lenti.

Onda energetica: utilizzabile da Hale dopo aver sconfitto Daedalus, gli conferisce poteri telepatici in grado di distruggere ogni cosa.

## Collector's Edition
Nella Collector's Edition è presente un libro, uno speciale cover art, una statuina dei chimera, un disco Blu-ray che contiene dei filmati dietro le quinte, un video dettagliato della storia del gioco, un fumetto di Resistance. e un codice per sbloccare un'esclusiva arma, il cannone del devastatore, da usare nella competizione on-line. La Collector's Edition di Resistance 2 è stata messa in commercio solo sul mercato americano.

## Sviluppo
Insomniac ha annunciato di essere al lavoro sul sequel di Resistance: Fall of Man nel febbraio del 2008, tramite la rivista statunitense Game Informer. Uno degli aspetti maggiormente pubblicizzati da parte dello studio è stato l'ampliamento della modalità multiplayer, in primo luogo con l'introduzione di una campagna cooperativa per un massimo di 8 giocatori, con livelli e obiettivi alternativi rispetto alla campagna single player e un sistema di gioco maggiormente incentrato sulle classi. La modalità competitiva era invece pensata per supportare un massimo di 60 partecipanti in una singola lobby, battendo il primato su console di 40 giocatori per lobby del precedente capitolo.
In occasione di un evento organizzato a Sydney da Sony Computer Entertainment Australia, Ted Price - CEO di Insomniac Games - ha confermato che in Resistance 2 ci sarebbero stati degli importanti cambiamenti rispetto al predecessore, a partire dalla narrazione del gioco, non più in terza persona e sostituita dalla prospettiva del protagonista. Una demo incentrata sulla boss battle contro il Leviatano venne mostrata alla conferenza Sony dell'E3 2008.
Il 15 ottobre 2008, Sony ha annunciato il raggiungimento della fase gold per Resistance 2. Dal 24 al 29 ottobre è stata lanciata una beta, disponibile per tutti gli utenti che avevano prenotato il gioco tramite la catena GameStop, in cui era possibile provare sia la modalità cooperativa che competitiva su tre diverse mappe: San Francisco, Orick e Chicago.
Nei primi mesi del 2009, Sony ha pubblicato un aggiornamento che correggeva alcuni bug della modalità multigiocatore, come il mancato salvataggio dell'esperienza accumulata, oltre a modificare alcuni aspetti sbilanciati come le munizioni nel gioco online e le modalità per ottenere alcuni trofei.

## Accoglienza
| Pubblicazione                    | Voti   |
| -------------------------------- | ------ |
| Official UK PlayStation Magazine | 9/10   |
| IGN                              | 9.5/10 |
| 1Up.com                          | B+     |
| Gameplayer                       | 9/10   |
| NZGamer                          | 9.2/10 |
| Multiplayer.it                   | 9.2/10 |
| PlayGeneration                   | 95/100 |
| VGNetwork                        | 8.5/10 |
| Spaziogames                      | 9.1/10 |
| Metarecensioni                   | Voto   |
| GameRankings                     | 86.78% |

Le recensioni del gioco sono state positive. Resistance 2 ha ricevuto un 9/10 dalla rivista inglese Official UK PlayStation Magazine, e un 9.5/10 da IGN. L'1Up.com gli ha dato un B+, Gameplayer un 9/10 e NZGamer un 9.2/10. La media di GameRankings è di 86.78%.
La rivista Play Generation lo classificò come il quinto miglior gioco online e quinto miglior titolo d'azione del 2008.